# Zosterop bicolor
El zosterop bicolor (Tephrozosterops stalkeri) és un ocell de la família dels zosteròpids (Zosteropidae) i única espècie del gènere Tephrozosterops Stresemann, 1931.

## Hàbitat i distribució
Viu als clars del bosc i matolls de les muntanyes de l'oest i centre de Seram, les Moluques meridionals.